# Rigaer Motormuseum

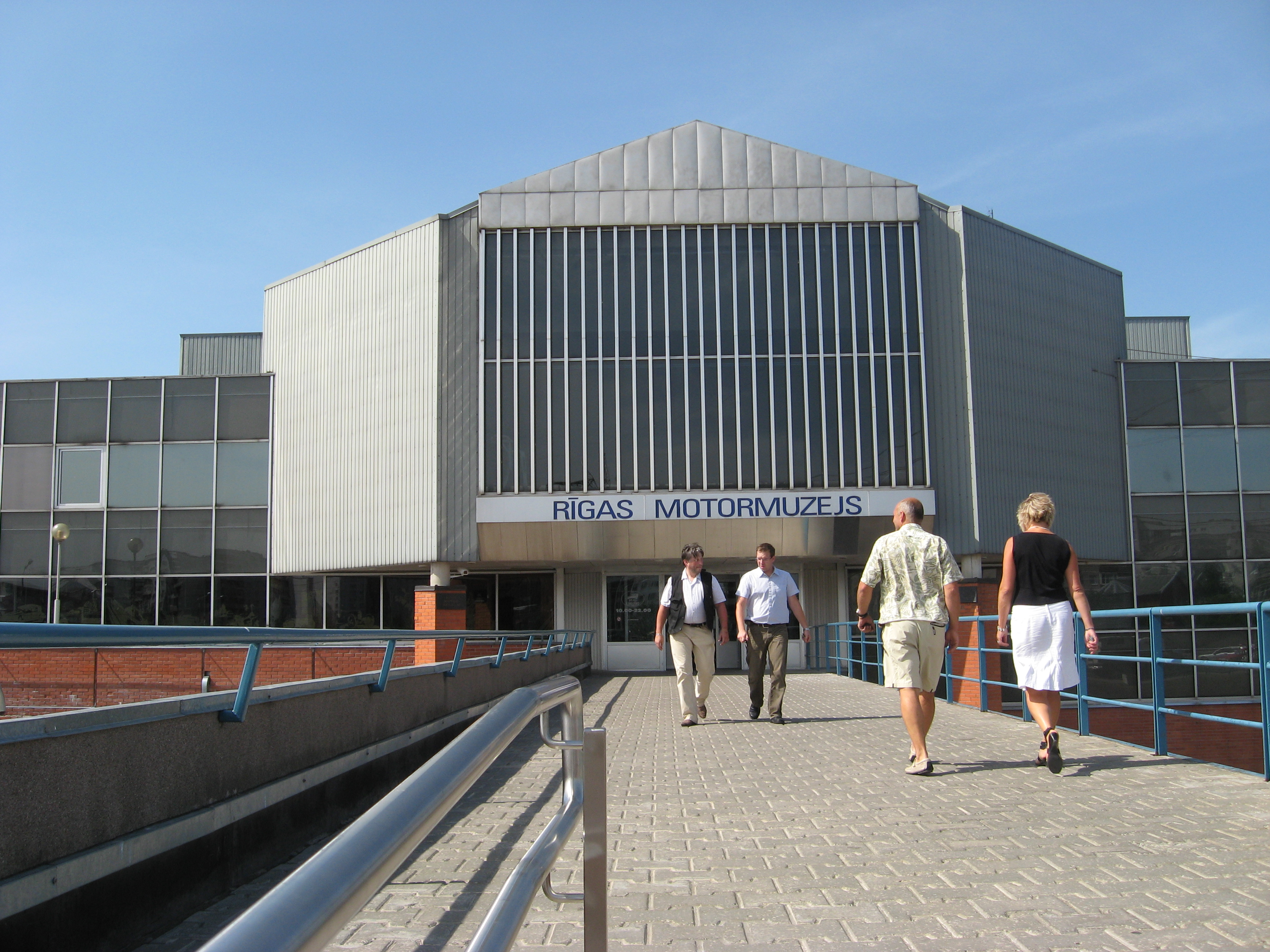
Gebäude des Museums

Das Rigaer Motormuseum (lett. Rīgas motormuzejs) ist ein Museum in der lettischen Hauptstadt Riga.
Das 1989 im Stadtteil Mežciems gegründete Museum beherbergt eine Sammlung historischer Automobile, unter anderem der lettischen Autoindustrie seit 1908. Zur Sammlung gehören ein von Robert Eberan von Eberhorst konstruierter Auto-Union-Rennwagen (Typ C/D, Baujahr 1938), das Unfallauto Leonid Breschnews, ein Fahrzeug Josef Stalins und Fahrräder aus Rigaer Produktion.

## Zweigstelle in Bauska
Eine Zweigstelle des Museums besteht in Bauska. Es zeigt vor allem die in der Rigaer Autobusfabrik (RAF) gebauten Kleinbusse und Minibusse.